# Calciolangbeinita
La calciolangbeinita és un mineral de la classe dels sulfats que pertany al grup de la langbeinita. El seu nom fa referència al fet que és l'anàleg mineral amb calci de la langbeinita.

## Característiques
La calciolangbeinita és un sulfat (doble) de calci i potassi de fórmula química K₂Ca₂(SO₄)₃. Cristal·litza en el sistema isomètric.

## Jaciments
La calciolangbeinita va ser descoberta a la fumarola Iadovítaia, al segon con d'escòria del volcà Tolbàtxik (Krai de Kamtxatka, Rússia). També ha estat descrita a Israel i Palestina.